# Einar Østby
Einar Østby   (Vinger, 17 de setembre de 1935 - 3 d'abril de 2022) fou un esquiador de fons i atleta noruec que va competir durant les dècades de 1950 i 1960.
El 1960, com a esquiador, va prendre part als Jocs Olímpics d'Hivern de Squaw Valley, on va disputar dues proves del programa d'esquí de fons. Fent equip amb Harald Grønningen, Hallgeir Brenden i Haakon Brusveen guanyà la medalla de plata en la prova del relleu 4x10 quilòmetres, mentre en els 15 quilòmetres fou quart. Quatre anys més tard, als Jocs d'Innsbruck, disputà quatre proves del programa d'esquí de fons. Fou quart en el relleu 4x10 quilòmetres, setè en els 50 quilòmetres, vuitè en els 30 quilòmetres i quinzè en els 15 quilòmetres.
En el seu palmarès també destaca una medalla de bronze en els 15 quilòmetres al Campionat del món d'esquí nòrdic de 1962. A nivell nacional no va guanyar cap campionat nacional, tot i que fou segon en cinc ocasions.
Com a atleta destacà en curses de llarga distància com els 5.000 i 10.000 metres. El 1964 guanyà el campionat nacional de cros.